# Hibiscus platycalyx
Hibiscus platycalyx är en malvaväxtart som beskrevs av Maxwell Tylden Masters. Hibiscus platycalyx ingår i Hibiskussläktet som ingår i familjen malvaväxter. Inga underarter finns listade i Catalogue of Life.